# Diradops alternata
Diradops alternata là một loài tò vò trong họ Ichneumonidae.